# ミッチ・ハリス
ミッチ・ハリス（Mitch Harris、1969年10月31日 - ）は、アメリカ合衆国出身のギターリストである。イギリスのヘヴィメタルバンド「ナパーム・デス」のメンバーである（2014年からスタジオ・ミュージシャン）。

## 来歴
ニューヨーク州のクイーンズで生まれ、その後ネバダ州ラスベガスに移住した。グラインドコアバンド「RighteousPigs」で本格的に音楽活動を始めた。同バンドを脱退した。1989年に「ナパーム・デス」に加入し、アルバム『HarmonyCorruption』に参加する。それ以降ハリスは同バンドのメンバーとして活動している。
2013年10月4日にリリースのSoulflyのアルバム『Savages』の収録曲「KCS」マックス・カヴァレラと共同で作詞した。
2014年から、個人的な事情によってナパーム・デスへの参加を休止している。バンドプロジェクト「Bravethe Cold」で活動しており、2020年10月2日、デビューアルバム『Scarcity』をMission TwoEntertainmentというレーベルでデジタルリリースされた
。